# Asterism
För skiljetecknet "asterism", se Asterism (typografi) och för ljusfenomen i kristaller se Asterism (kristaller)

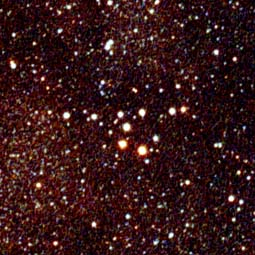
Brocchis stjärnhop, även känd som Kapphängaren, är en iögonfallande asterism som enkelt kan ses med kikare i stjärnbilden Räven.

En asterism är i astronomi ett mönster av stjärnor, sett på stjärnhimlen, som inte räknas som en officiell stjärnbild. Precis som stjärnbilder är de uppbyggda av skenbart närliggande stjärnor, som befinner sig i samma ungefärliga riktning, men kan befinna sig på mycket olika avstånd från jorden. En asterism kan bestå av stjärnor från en eller flera stjärnbilder. De är för det mesta enkla former och har få stjärnor vilket gör dem enkla att identifiera, och därför speciellt användbara för dem som precis börjat lära sig stjärnhimlen.
- Observera att årstiderna som nämns i denna artikel avser den norra hemisfären! För den södra hemisfären, ersätt med motsatt årstid!
- Ju mindre en stjärnas magnitud är desto ljusare syns den på natthimlen. De som är av 1:a magnituden är därmed ljusare än de som är av den 2:a. Även negativa magnituder existerar.
- En sann stjärnhop, vars stjärnor är gravitationellt bundna till varandra, är inte en asterism.

## Historia
Även innan de första civilisationerna var det vanligt att klumpa ihop olika stjärnor i prick-till-prick-figurer. Grupperingarna av stjärnor är i grund och botten godtyckliga och olika kulturer har haft olika stjärnbilder, men ett fåtal av de tydligare förekommer oftare, till exempel Orion och Skorpionen. Historiskt, utan en "officiell" lista, var det ingen skillnad mellan en stjärnbild och en asterism. Vem som helst kunde skapa en bild av en grupp stjärnor som kanske eller kanske inte blev accepterad. Än idag härstammar vissa av våra stjärnbilder från åtminstone så långt tillbaka som sumererna.
Den nuvarande listan är baserad på den av den grekisk-romerske astronomen Klaudios Ptolemaios i Alexandria. Hans lista över 48 stjärnbilder accepterades som standarden under 1 800 år. Eftersom stjärnbilder endast ansågs bestå av de stjärnor som utgjorde figuren var det alltid möjligt att skapa nya med dem som blev över. Två astronomer som är speciellt kända för att ha byggt ut Ptolemaios lista var Johann Bayer och Nicolas Louis de Lacaille. Bayer listade 12 nya stjärnbilder för att fylla området på himlen nära sydpolen som inte kunde ses av de klassiska astronomerna. Lacaille skapade ytterligare 14 stjärnbilder i detta område och runt omkring. Många av deras föreslagna stjärnbilder har accepterats medan andra kvarstår som asterismer. Förtydligande behövdes gällande vilka grupperingar som finns och vilka stjärnor som tillhör dem. Situationen löstes 1930 när Internationella astronomiska unionen (IAU) delade in himlen i 88 officiella stjärnbilder med precisa gränser. Alla andra grupperingar anses idag som asterismer.

## Stora årstidsberoende asterismer
Av en ren tillfällighet finns det för var och en av de fyra årstiderna en stor ovanliggande asterism nära midnatt. Deras beståndsstjärnor är ljusa och markerar enkla geometriska former.
- Våren markeras av Virgos diamant som består av Arcturus, Spica, Denebola och Cor Caroli. En öst-västlig linje från Arcturus till Denebola bildar en liksidig triangel med Cor Caroli i norr (Vårtriangeln) och en annan med Spica i söder. Tillsammans bildar dessa trianglar Diamanten. Den sträcker sig från 38°N till 11°S och är för stor för att hela ska kunna ses på en gång. Formellt tillhör stjärnorna i Diamanten stjärnbilderna Björnvaktaren, Jungfrun, Lejonet och Jakthundarna.

- Sommartriangeln bestående av Deneb, Altair och Vega i stjärnbilderna Svanen, Örnen och Lyran kan enkelt kännas igen då alla tre stjärnor är av 1:a magnituden. Stjärnorna i Triangeln ligger i bandet som bildas över natthimlen av Vintergatan, vilket markerar den galaktiska ekvatorn.

- Den stora Kvadraten i Pegasus bildas av fyra stjärnor, Alpha Pegasi, Beta Pegasi, Gamma Pegasi och Alpha Andromedae. Den bildar kroppen av den bevingade hästen Pegasus och kan ses i sin helhet på höstkvällar. Med stjärnorna Delta, Beta och Gamma i Andromeda, eventuellt utökad med Algol i Perseus, kan den också uppfattas som en jättestor Karlavagn.

- Av stjärnhimlens tjugo ljusstarkaste stjärnor befinner sig sex i Vintercirkeln. Den utgörs av stjärnorna Sirius, Procyon, Pollux, Capella, Aldebaran och Rigel. Asterismen är mycket stor och något tillplattad, och därmed mer oval än cirkulär, men det är lätt att lokalisera alla stjärnorna genom att utgå från stjärnbilden Orion. Vissa föredrar att kalla den Vintersexhörningen.

## Andra exempel
Tveklöst är den mest kända asterismen i norra hemisfären Karlavagnen. Den består av de sju ljusaste stjärnorna i Stora björnen (bakdelen och den överdrivna svansen) och är ofta den första stjärngrupperingen en nybörjare i norra hemisfären lär sig. Med en än mer överdriven svans tycks Lilla björnen inte alls likna en björn och andra namn kan passa bättre.

### Alternativa namn på stjärnbilder
Lilla björnen är inte den enda stjärnbilden som i mångas ögon inte ser särskilt mycket ut som vad den representerar. Detta har lett till alternativa namn för vissa av stjärnbilderna, vilket kan anses vara en annan form av asterism.
- Den mest välkända av denna typ är Norra korset i stjärnbilden Svanen. Stjärnorna Deneb i svanens stjärt till Albireo i svanens näbb är ena linjen i korset. Den andra går från Gienah till Delta Cygni.
- Den stora kroken är det traditionella polynesiska namnet på Skorpionen. Den bilden blir än tydligare om linjerna från Antares till Graffias och Pi Scorpii ersätts med en linje från Graffias genom Dschubba till Pi Scorpii vilket bildar ett stort J.
- Genom att lägga till vertikala linjer för att binda samman lemmarna till vänster och höger i Herkules liknar bilden en Fjäril.
- Ett mer nyligt påfund är att stjärnorna i Björnvaktaren lätt kan ses som en glasstrut. Den är bättre känd som (pappers)Draken.
- Cassiopeja bildar ett W vilket ofta används som ett alternativt namn.
- I Australien används Stekpannan för att referera till Kameleonten.

### Alternativ figurer av stjärnor i stjärnbilderna
Andra asterismer är också uppbyggda av stjärnor från en stjärnbild, men avser inte den traditionella formen.
- De fyra centrala stjärnorna i Herkules; ε (Epsilon), ζ (Zeta), η (Eta) och π (Pi), bildar Grundvalen.
- Bågen stjärnor i framdelen av Lejonet från Al Ashfar till Regulus har länge varit känt som Skäran.
- Den övre halvan av Skytten kallas ibland för Tekannan. Det finns till och med ett par nebulosor som kan tolkas som ånga från kannan.

### Figurer uppbyggda med stjärnor från flera stjärnbilder
Precis som årstidsasterismerna finns det andra stjärnbilder som är uppbyggda av stjärnor från mer än en stjärnbild.
- Det finns en till stor asterism som, precis som den tidigare nämnda Virgos diamant, är uppbyggd av ett par liksidiga trianglar. Sirius, Procyon och Betelgeuse bildar den norra medan Sirius, Naos och Phakt bildar en sydlig. Dessa trianglar möts dock inte sida mot sida utan hörn mot hörn och bildar det "Egyptiska X:et". Namnet härstammar både från formen och från det faktum att stjärnbilden lättare kan ses från söder om Medelhavet än från Europa.
- "Pastillen" är en liten diamant uppbyggd av tre stjärnor - Eltanin, Grumium och Rastaban från huvudet av Draken samt Iota Herculis från foten i stjärnbilden Herkules.
- Det "Falska korset" består av de fyra stjärnorna Delta Velorum, Kappa Velorum, Epsilon Carinae och Iota Carinae. Även om dess stjärnor inte är lika ljusa som de i Södra korset är det något större och bättre format än det "äkta korset" vilket har skapat problem för navigatörer.

## Forna stjärnbilder
Argo är ett specialfall. Skeppet Argo, Argo Navis, var den absolut största av Ptolemaios stjärnbilder. Från och med Lacaille i hans Coelum Australe Stelliferum har det blivit mer känt som delarna Kölen, Akterskeppet och Seglet. IAU bedömde Argo som för stort och de sektionella delarna bestämdes som egna stjärnbilder, vilket därmed gjorde Argo, i sin helhet, till en asterism.

## Stjärnhopar
Stjärnhopar är grupperingar av stjärnor som är fysiskt relaterade. Gravitationen binder dem samman och de rör sig genom galaxen med samma generella riktning och hastighet. Eftersom dessa grupper inte har skapats av den mänskliga fantasin brukar de inte räknas till asterismer. Bland de mest kända och närmaste av dessa finns Plejaderna (M45) och Hyaderna i Oxen samt M44 i Kräftan. Faktum är dock att Aldebaran, i samma riktning som Hyaderna, bildar en V-formad asterism.